# Apinagia membranacea
Apinagia membranacea là một loài thực vật có hoa trong họ Podostemaceae. Loài này được (Bong.) Tul. mô tả khoa học đầu tiên năm 1849.